# Reometr kapilarny
Reometr kapilarny – przyrząd służący do pomiaru właściwości reologicznych cieczy, szczególnie lepkosprężystych oraz stopionych polimerów. Należy do grupy reometrów przepływowych – obok reometrów rurowych. Pomiar polega na wymuszeniu przepływu badanego płynu przez cienką rurkę – kapilarę, zwykle o średnicy od ułamków do kilku milimetrów, i analizie charakterystyk przepływu.

## Zasada działania
Badany płyn jest przetłaczany przez kapilarę w warunkach możliwie bliskich przepływowi laminarnemu i izotermicznemu. Mierząc spadek ciśnienia (najczęściej nadciśnienie w zbiorniku), oblicza się naprężenie styczne przy ściance kapilary. Na podstawie objętości wypływającej cieczy w danym czasie wyznacza się szybkość ścinania. Każda taka para danych tworzy punkt na krzywej płynięcia. Zmieniając ciśnienie, uzyskuje się kolejne punkty.
Warunek przepływu laminarnego realizuje się przez odpowiedni dobór średnicy kapilary i prędkości przepływu. Ponieważ wąskie kapilary uniemożliwiają bezpośredni pomiar ciśnienia w ich środkowej części, przepływ uformowany osiąga się pośrednio – przez zastosowanie wystarczająco długich kapilar lub technik obliczeniowych kompensujących zakłócenia przy wlocie i wylocie.
Izotermiczność jest przybliżona – mimo strat cieplnych wynikających z dyssypacji energii, ich wpływ ogranicza się dzięki krótkotrwałemu kontaktowi płynu z układem oraz dzięki dobremu przewodnictwu cieplnemu materiałów kapilary i zastosowaniu termostatowania.
Reometry kapilarne są bardziej czasochłonne w obsłudze, wymagają większej ilości próbki i nie pozwalają na analizę zjawisk takich jak tiksotropia czy pełna charakterystyka sprężystolepkości. Jednak umożliwiają pracę w wysokich temperaturach i przy wysokich szybkościach ścinania, nieosiągalnych w reometrach rotacyjnych. Umożliwiają też pomiar różnicy naprężeń normalnych (efekt Barusa).

## Rodzaje
Przepływ w tłokowych reometrach kapilarnych wymusza ruch tłoka o zadanej prędkości. Jest to reometr o zadanej szybkości ścinania. Reometry tłokowe pozwalają uzyskać bardzo wysokie naprężenia (do 3000 barów), co jest przydatne przy badaniu wysoko lepkich cieczy, np. stopionych polimerów. Wadą ich są opory ruchu tłoka, które przy niskich naprężeniach powodują błędy. W reometrach tłokowych materiałem kapilar są stal i węgliki metali, mają dużą wytrzymałość i dobre przewodnictwo cieplne.
Przepływ gazowych reometrach kapilarnych wymusza ciśnienie gazu. Jest to reometr o zadanym naprężeniu. Dzięki braku części ruchomych reometry gazowe mają prostszą budowę i są użyteczne przy niskich naprężeniach. Nie osiągają tak wysokich naprężeń jak reometry tłokowe i są mniej bezpieczne w przypadku awarii układu ciśnieniowego. W reometrach gazowych do kapilar służy zwykle szkło, mają niższe wymagania wytrzymałościowe i dłuższe kapilary.